# Zuidkote
Zuidkote (Frans: Zuydcoote) is een gemeente en badplaats aan de Vlaamse kust in de Franse Westhoek, in het Franse Noorderdepartement (Frans: département du Nord), aan de Noordzee (Opaalkust). De gemeente telde op 1 januari 2022 1.608 inwoners. Het dorp ligt tussen het Kanaal Nieuwpoort-Duinkerke en de kust. De kustlijn van Zuidkote is ongerept en bestaat uit duinengebied.

## Geschiedenis
Zuidkote werd voor het eerst vermeld in 1121, als Soutcota, wat zoutkot betekent. Er werd namelijk zeezout gewonnen. Pas in 1469 werd de plaatsnaam als Zuytcoote geschreven.
Omstreeks 1200 werd de vissershaven door een storm vernield. Gedurende de 14e eeuw, maar voor 1309, werd Zuidkote een heerlijkheid. In 1600 werd een fort gebouwd om Duinkerke aan de oostzijde te beschermen. Omstreeks 1630 werd het Kanaal Nieuwpoort-Duinkerke aangelegd, dat parallel aan de kust loopt. In 1658 werd de Slag bij Duinkerke gevochten, waarin de Fransen en de Spanjaarden tegenover elkaar stonden. De Spanjaarden werden verslagen en Frankrijk annexeerde vele gebieden, waaronder Zuidkote. Een stadsbrand in 1692 vernietigde een groot aantal huizen, en ook het stadsarchief. In 1777 werd het dorp, en ook de kerk, onder zand bedolven. De kerk werd gesloopt maar de toren, die diende als baken op zee, bleef behouden.
Onder Napoleon werd een  kustbatterij aangelegd als verdediging tegen de Engelsen. Na de val van Napoleon werd deze batterij ontmanteld. In de volgende jaren werden de kustmoerassen drooggelegd. Ook kwam langzaam het strandtoerisme op gang, en in 1906 werd een sanatorium opgericht.
In mei en juni 1940 werd het plaatsje totaal vernietigd bij de Slag om Duinkerke.

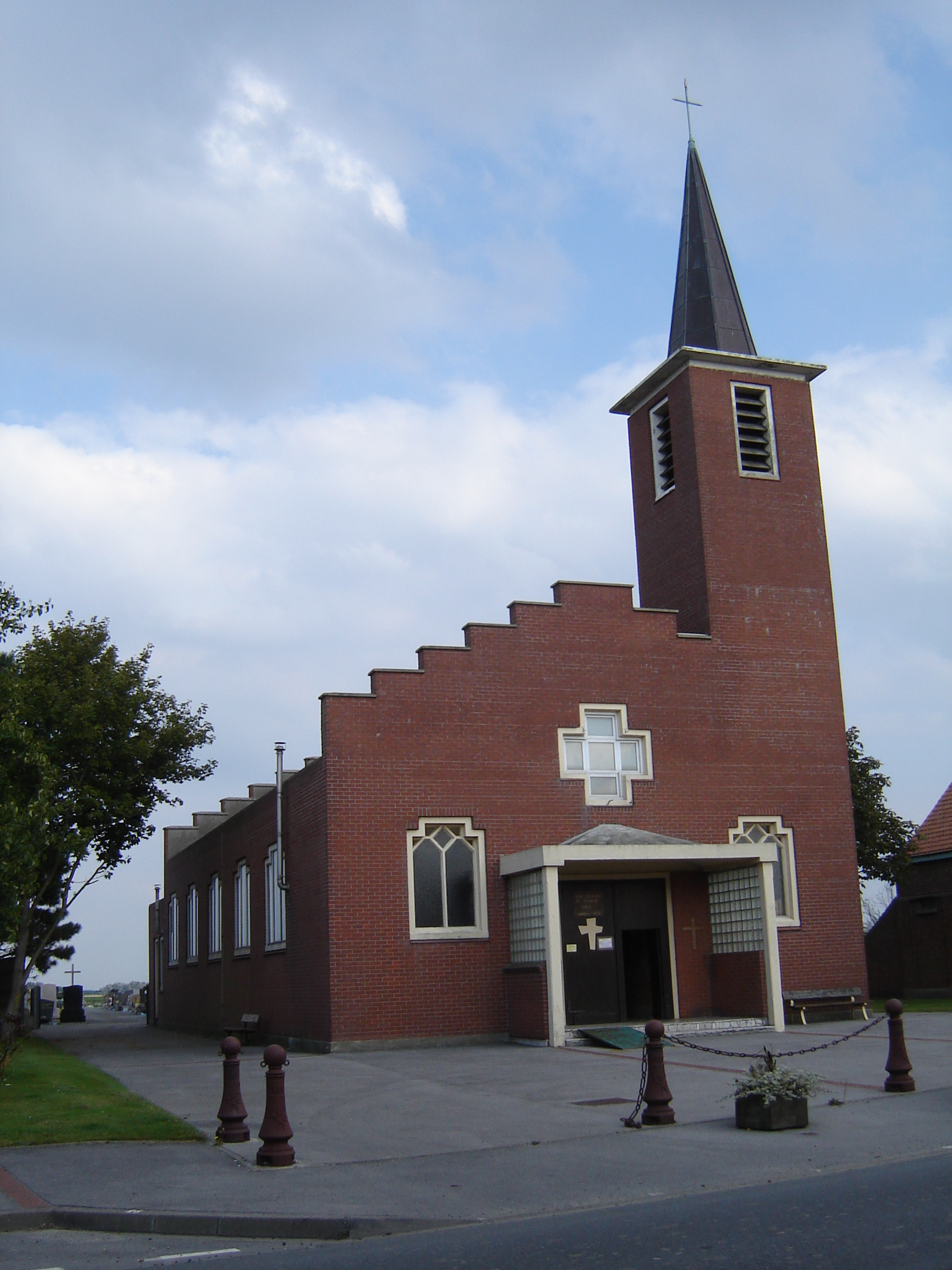
Sint-Nicolaaskerk

## Geografie
De oppervlakte van Zuidkote bedroeg op 1 januari 2022 2,6 vierkante kilometer; de bevolkingsdichtheid was toen 618,5 inwoners per km².

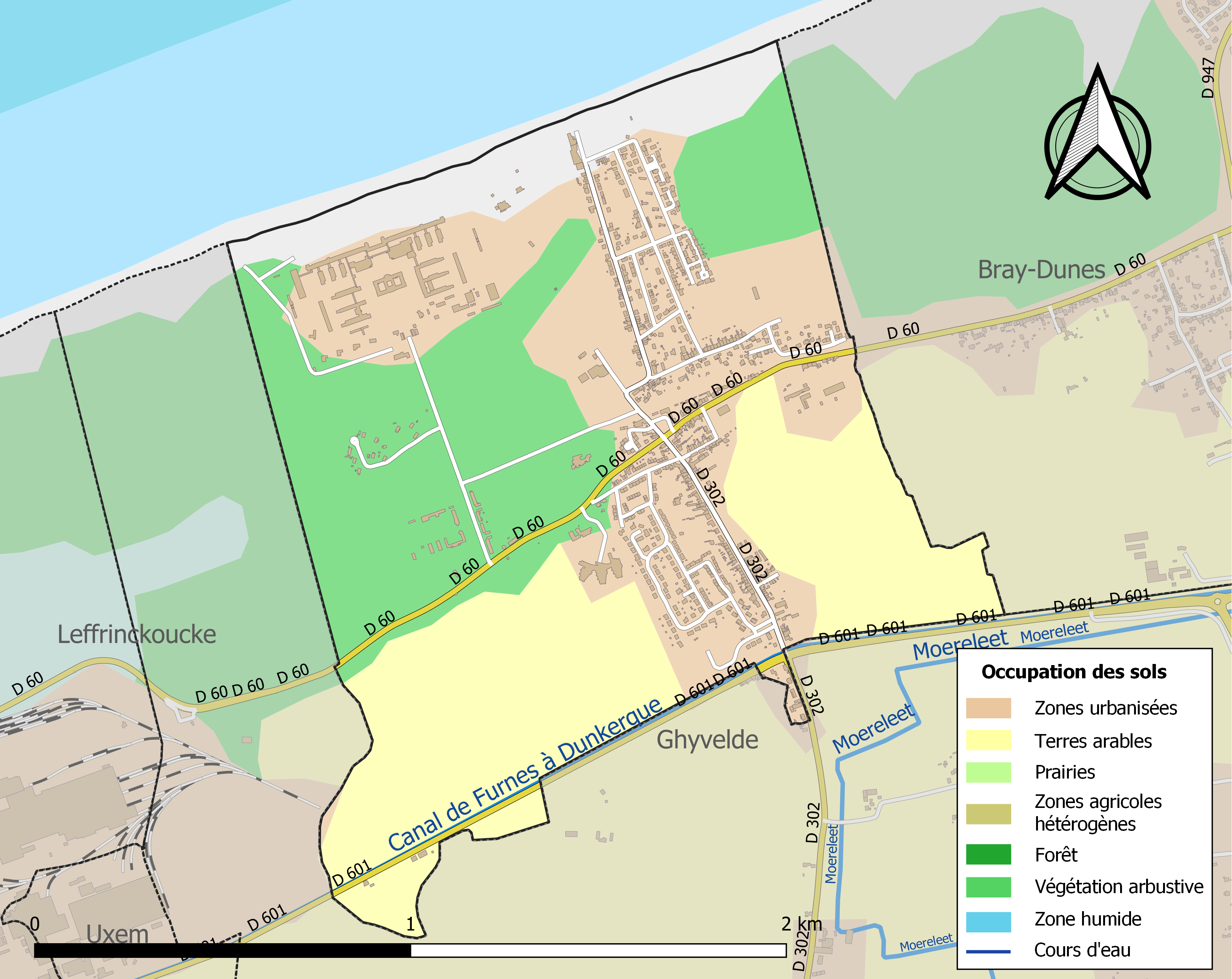
Kaart van de gemeente met belangrijkste infrastructuur, bodemgebruik en omliggende gemeenten

## Bezienswaardigheden
- Het oud sanatorium in de duinen, gesticht door Georges Van Cauwenberghe in 1906, is tegenwoordig bekend als het "Hôpital Maritime".  Aan de oude spoorweg liggen de restanten van het oude station.
- De Sint-Nicolaaskerk.
- In Zuidkote liggen drie militaire begraafplaatsen naast elkaar. De Nécropole nationale de Zuydcoote, een Franse begraafplaats met meer dan 2.200 gesneuvelden uit beide wereldoorlogen, het Deutscher Soldatenfriedhof Zuydcoote, een Duitse begraafplaats met 201 gesneuvelden, en Zuydcoote Military Cemetery, een Britse begraafplaats met 326 geïdentificeerde gesneuvelden uit de Eerste Wereldoorlog.

## Natuur en landschap
Zuidkote ligt aan de Noordzee en heeft strand en duinen. De Dune Marchand en de Dune Dewulf zijn beschermde natuurgebieden. Het dorp wordt doorsneden door het Kanaal Nieuwpoort-Duinkerke dat parallel aan de kust verloopt. De hoogte bedraagt 1-26 meter.

## Demografie
Onderstaande figuur toont het verloop van het inwonertal (bron: INSEE-tellingen).

## Trivia
- Bij Leffrinkhoeke, twee kilometers westelijker, ligt in de duinen een fort, de Batterij van Zuydcoote uit 1878.
- Robert Merle schreef in 1949 de roman Week-end à Zuydcoote, een verhaal uit de Tweede Wereldoorlog over een Franse soldaat die probeert per schip in Engeland te raken, maar tegelijk probeert zijn leven door te brengen tussen de Duitsers. Het verhaal werd in 1964 verfilmd door Henri Verneuil.

## Nabijgelegen kernen
Leffrinkhoeke, Gijvelde, Bray-Dunes
Bray-Dunes · Duinkerke (deels) · Gijvelde · Leffrinkhoeke · Zuidkote
Armboutskappel · Arneke · Bambeke · Bavinkhove · Belle · Berten · Bieren · Bissezele · Blaringem · Boeschepe · Boezegem · Bollezele · Borre · Bray-Dunes · Broekburg · Broekkerke · Broksele · Buisscheure · Drinkam · Duinkerke · Ebblingem · Eke · Ekelsbeke · Eringem · Gijvelde · Godewaarsvelde · La Gorgue · Grand-Fort-Philippe · Grevelingen · Groot-Sinten · Hardefoort · Haverskerke · Hazebroek · Herzele · Holke · Hondegem · Hondschote · Hooimille · Houtkerke · Kaaster · Kapelle · Kapellebroek · Kassel · Killem · Kraaiwijk · Krochte · Kwaadieper · Lederzele · Ledringem · Leffrinkhoeke · Linde · Loberge · Loon · Meregem · Merkegem · Merris · Meteren · Millam · Moerbeke · Niepkerke · Nieuw-Berkijn · Nieuw-Koudekerke · Nieuwerleet · Noordpene · Ochtezele · Okselare · Oostkappel · Oud-Berkijn · Oudezele · Pitgam · Pradeels · Rekspoede · Rubroek · Ruisscheure · Sint-Janskappel · Sint-Joris · Sint-Mariakappel · Sint-Momelijn · Sint-Pietersbroek · Sint-Silvesterkappel · Sint-Winoksbergen · Soks · Spijker · Stapel · Steenbeke · Steenvoorde · Steenwerk · Stegers · Stene · Strazele · Terdegem · Téteghem-Coudekerque-Village · Tienen · Uksem · Vleteren · Volkerinkhove · Waalskappel · Warrem · Waten · Wemaarskappel · Westkappel · Wilder · Winnezele · Wormhout · Wulverdinge · Zegerskappel · Zerkel · Zermezele · Zoeterstee · Zuidkote · Zuidpene